# ティリー・フライシャー
ティリー・フライシャー（Ottilie ("Tilly") Fleischer、1911年10月2日 - 2005年7月14日 ）は、ドイツ・フランクフルト出身の陸上競技選手。
女子やり投選手として1932年ロサンゼルスオリンピックに出場し、43m00の記録で銅メダルを獲得。4年後のベルリンオリンピックにも出場し、45m18のオリンピック新記録で金メダルを獲得した。
また、1929年と1930年には、砲丸投でも世界新記録を樹立している。